# Bellver (Santa Coloma de Farners)
Bellver era una antiga capella de la vila de Santa Coloma de Farners (la Selva) construïda el 1618.
Hi era venerada la Mare de Déu de Bellver.
Del 1691 al 1835 esdevingué el convent de Santa Maria de Bellver, anomenat també hospici de Bellver que pertanyia als franciscans de Sant Salvi de Cladells.